# Wonder Park
Wonder Park is een computergeanimeerde komische dramafilm uit 2019, geregisseerd door Dylan Brown en geschreven door Robert Gordon, Josh Appelbaum en André Nemec. 

## Plot
De film gaat over een meisje genaamd June, die fantaseert over een pretpark genaamd Wonderland dat ze samen met haar moeder bedacht heeft, gerund door pratende dieren die zorgen voor entertainment. Maar wanneer haar moeder ziek wordt kan het park haar niet meer zoveel schelen. Vervolgens komt ze zelf in het pretpark terecht en ontdekt dan een mysterieuze onweerswolk die 'De Duisternis' genoemd wordt. Dit moet ze rechtzetten voor het hele park verdwijnt.

## Stemverdeling
| Personage               | Originele stem      | Franse stem              | Italiaanse stem       | Nederlandse stem     | Vlaamse stem                                                                     | Opmerkingen                                                                        |
| ----------------------- | ------------------- | ------------------------ | --------------------- | -------------------- | -------------------------------------------------------------------------------- | ---------------------------------------------------------------------------------- |
| June Bailey             | Brianna Denski      | Alice Orsat              | Lucrezia Roma         | Stefania Liberakakis | Charlie Van den Begin                                                            | Een 11-jarig meisje met veel fantasie die haar eigen pretpark wil beginnen.        |
| Jonge June              | Sofia Mali          | Pénélope Siclay-Couvreur | Lorenza Biella        | Madelief van Aken    | Joyce Beullens                                                                   | 9-jarige June.                                                                     |
| Isabella Christy Bailey | Jennifer Garner     | Barbara Beretta          | Eleonora de Angelis   | Jannemien Cnossen    | Hilde De Baerdemaeker                                                            | June's moeder.                                                                     |
| Ulysses Bailey          | Matthew Broderick   | Anatole de Bodinat       | Massimo de Ambrosis   | Jan Kooijman         | Peter Van den Begin                                                              | June's vader.                                                                      |
| Banky                   | Oev Michael Urbas   | Timothé vom Dorp         | Giulio Bartolomei     | Matheu Hinzen        | Henri Medard Nlandu                                                              | Eén van June's vrienden. Stiekem heeft June ook een oogje op hem.                  |
| Peanut                  | Norbert Leo Butz    | Lionel Tua               | Franco Mannella       | Tim Douwsma          | Kobe Van Herwegen                                                                | Een chimpansee die door de fluisterstem van June's moeder nieuwe attracties bouwt. |
| Greta                   | Mila Kunis          | Victoria Grosbois        | Domitilla D'Amico     | Peggy Vrijens        | Tine Embrechts                                                                   | Een everzwijn dat overzicht houdt op defecte attracties.                           |
| Boomer                  | Ken Hudson Campbell | Marc Lavoine             | Marco Mete            | Frans Limburg        | Maarten Bosmans                                                                  | Een blauwe kodiakbeer die de bezoekers verwelkomt.                                 |
| Gus                     | Kenan Thompson      | Odah                     | Gigi Ross             | Murth Mossel         | Peter Van de Veire (in film) Bert Van Poucke (in trailers en verwijderde scènes) | Een oranje bever die attracties repareert.                                         |
| Cooper                  | Ken Jeong           | Dako                     | Gigi Ross             | Roué Verveer         | Tom De Cock                                                                      | Een rode bever die net als zijn tweelingbroer attracties repareert.                |
| Steve                   | John Oliver         | Frédéric Longbois        | Francesco Facchinetti | Leo Richardson       | Walter Baele                                                                     | Een stekelvarken dat op de veiligheid van het park let.                            |